# 머리 겔만
머리 겔만(영어: Murray Gell-Mann IPA: [ˈmʌriː ˈɡɛl ˈmæn], 1929년 9월 15일 ~ 2019년 5월 24일)은 미국의 물리학자이다. 기묘도, 팔정도, 쿼크 등의 발견에 공헌하였고, 1969년에 노벨 물리학상을 수상하였다.

## 생애
15세에 예일 대학교에 입학하고 19세에 MIT 대학원에 들어가 21살에 박사학위를 받았다. 입자물리학 이론 영역에서의 업적으로 40세인 1969년 노벨물리학상을 받았다. 1980년대 여러 분야의 연구자들이 모여 복잡계 현상을 연구하는 산타페 연구소를 설립하는데 참여했으며, 1987년부터 동 연구소에서 일했다. 인류학, 언어학 등에도 관심을 보여 관련 연구 프로젝트를 주도하기도 했다.

## 저서
- 겔만, 머리. 《스트레인지 뷰티》. ISBN 89-88907-58-2.

## 같이 보기
- 케이 중간자
- 오메가 중입자